# Herbert Sosa
Herbert Arnoldo Sosa Burgos (ur. 11 stycznia 1990 w San Salvador) – salwadorski piłkarz występujący na pozycji prawego pomocnika, reprezentant Salwadoru, od 2023 roku zawodnik Jocoro.

## Kariera klubowa
Sosa jest wychowankiem akademii juniorskiej Mágico Gonzáleza, jednak profesjonalną karierę piłkarską rozpoczynał jako siedemnastolatek w zespole CD Chalatenango. W seniorskiej drużynie spędził rok, po czym przeszedł do klubu Alianza FC z siedzibą w swoim rodzinnym, stołecznym mieście, San Salvador. W rozgrywkach Apertura 2010 wywalczył ze swoją ekipą wicemistrzostwo kraju, natomiast pół roku później zdobył z Alianzą już tytuł mistrza Salwadoru.

## Kariera reprezentacyjna
W 2011 roku Sosa został powołany do reprezentacji Salwadoru U-23 na eliminacje do Igrzysk Olimpijskich w Londynie. Był wówczas podstawowym graczem kadry narodowej, rozgrywając cztery spotkania, natomiast jego drużyna odpadła w półfinale i nie zakwalifikowała się na igrzyska.
W seniorskiej reprezentacji Salwadoru Sosa zadebiutował 8 października 2010 w przegranym 0:1 meczu towarzyskim z Panamą. Premierowego gola w kadrze narodowej strzelił 7 sierpnia 2011 w wygranym 2:1 sparingu z Wenezuelą.